# ComeBAby.,EP
『ComeBAby.,EP』（カムベイビーイーピー）はQ;indiviの1枚目のオリジナルミニアルバム。2006年7月26日にポリスターより発売。
現在は廃盤。なお廃盤後、要望にこたえiTunes StoreにてDRMがないiTunes Plusで配信されている。

## 解説
パッケージは赤色透明（ルビー色）となっている。なお歌詞カードはついていない。
多くの曲がCMソングになっている。これはQ;indiviが多数のTVCMを手掛けているためである。そのため、どこかで聴いたことがある・耳になじみやすいなどといった感想をもつことが多い。
その楽曲に合うボーカリストがその曲を担当している。そのため複数のボーカリストが参加している。

## 収録曲
タイトルはクレジットのまま。ComeBAbyについては本作以降で表記のぶれ・変更が見られる。

### Disc1
1. a prelude
作曲：Kevin Gilmour
2. ComeBAby
作詞：AMADORI、作曲：田中ユウスケ
京セラ W31K CMソング
3. Just
作詞：AMADORI、作曲：田中ユウスケ
京セラ W21K CMソング
4. Stay Awake
作詞：Kevin Gilmour・田中ユウスケ、作曲：田中ユウスケ
日産自動車 ラフェスタ ビデオパッケージソング
5. shine
作詞：及川リン、作曲：田中ユウスケ
京セラ W41K ビデオパッケージソング

### Disc2 [Remix Side]
1. ComeBAby (this is the HALFBY REMIX)
編曲：HALFBY
2. Just (RIDDIM PHYSICAL REMIX)
編曲：riddim saunter
3. Stay Awake (*CBSMGRFC MIXX BEAUTY MIXX)
編曲：Cubismo Grafico

## フィーチャリングボーカリスト
- 大坪加奈 (M2, M4)
- Holy NorthWard (M2, M3)
- 渡辺千恵 (M3)

## 参加ミュージシャン
- ストリングス：橋本歩ストリングス (M2)
- バイオリン：岡村美央 (M2)
- コントラバス：竹下欣伸 (M2)
- エレクトリックギター：川瀬英樹 (M3)
- アコースティックギター：保刈久明 (M3)
- コーラス：Chiwa (M5)